# كيغان موراي
كيغان موراي (مواليد 19 أغسطس 2000) هو لاعب كرة سلة أمريكي يلعب في مركز لاعب هجوم صغير الجسم أو لاعب هجوم قوي الجسم. في 2022 حصل على جائزة كارل مالوني لأفضل لاعب في مركز لاعب هجوم قوي الجسم.

## روابط خارجية
- كيغان موراي على موقع إن بي أي (الإنجليزية)
- كيغان موراي على موقع سبورتس رفرنس (الإنجليزية)
- كيغان موراي على موقع كرة السلة الأوروبية.كوم (الإنجليزية)
- كيغان موراي على موقع إي إس بي إن.كوم (الإنجليزية)
- كيغان موراي على موقع كلية كرة السلة في سبورتس رفرنس.كوم (الإنجليزية)
- كيغان موراي على موقع ريلجم (الإنجليزية)
- كيغان موراي على موقع بروبوليرز (الإنجليزية)